# Arrondissement de Montmorillon
L'arrondissement de Montmorillon est une division administrative française, située dans le département de la Vienne, en région Nouvelle-Aquitaine.

## Composition

### Composition avant 2015
L'arrondissement de Montmorillon regroupe onze cantons représentant 98 communes :
- Canton d'Availles-Limouzine
- Canton de Charroux
- Canton de Chauvigny
- Canton de Civray
- Canton de Couhé
- Canton de Gençay
- Canton de l'Isle-Jourdain[1]
- Canton de Lussac-les-Châteaux
- Canton de Montmorillon
- Canton de Saint-Savin[2]
- Canton de La Trimouille

### Découpage communal depuis 2015
Depuis 2015, le nombre de communes des arrondissements varie chaque année soit du fait du redécoupage cantonal de 2014 qui a conduit à l'ajustement de périmètres de certains arrondissements, soit à la suite de la création de communes nouvelles. Le nombre de communes de l'arrondissement de Montmorillon est ainsi de 98 en 2015, 98 en 2016, 95 en 2017 et 91 en 2019.
Le 1er janvier 2024, Saint-Macoux et Saint-Saviol se regroupent pour créer la commune nouvelle de Val-de-Comporté. Le nombre de communes passe de 91 à 90.
Au 1er janvier 2024, l'arrondissement groupe les 90 communes suivantes :
1. Adriers
2. Anché
3. Antigny
4. Asnières-sur-Blour
5. Asnois
6. Availles-Limouzine
7. Béthines
8. Blanzay
9. Bouresse
10. Bourg-Archambault
11. Brigueil-le-Chantre
12. Brion
13. Brux
14. La Bussière
15. Champagné-le-Sec
16. Champagné-Saint-Hilaire
17. Champniers
18. La Chapelle-Bâton
19. Chapelle-Viviers
20. Charroux
21. Chatain
22. Château-Garnier
23. Chaunay
24. Civaux
25. Civray
26. Coulonges-les-Hérolles
27. La Ferrière-Airoux
28. Fleix
29. Gençay
30. Genouillé
31. Gouex
32. Haims
33. L'Isle-Jourdain
34. Jouhet
35. Journet
36. Joussé
37. Lathus-Saint-Rémy
38. Lauthiers
39. Leignes-sur-Fontaine
40. Lhommaizé
41. Liglet
42. Linazay
43. Lizant
44. Luchapt
45. Lussac-les-Châteaux
46. Magné
47. Mauprévoir
48. Mazerolles
49. Millac
50. Montmorillon
51. Moulismes
52. Moussac
53. Mouterre-sur-Blourde
54. Nalliers
55. Nérignac
56. Paizay-le-Sec
57. Payroux
58. Persac
59. Pindray
60. Plaisance
61. Pressac
62. Queaux
63. Romagne
64. Saint-Gaudent
65. Saint-Germain
66. Saint-Laurent-de-Jourdes
67. Saint-Léomer
68. Saint-Martin-l'Ars
69. Saint-Maurice-la-Clouère
70. Saint-Pierre-de-Maillé
71. Saint-Pierre-d'Exideuil
72. Saint-Romain
73. Saint-Savin
74. Saint-Secondin
75. Saulgé
76. Savigné
77. Sillars
78. Sommières-du-Clain
79. Surin
80. Thollet
81. La Trimouille
82. Usson-du-Poitou
83. Val-de-Comporté
84. Valdivienne
85. Valence-en-Poitou
86. Verrières
87. Le Vigeant
88. Villemort
89. Voulême
90. Voulon

## Démographie
En 2022, l'arrondissement comptait 65 431 habitants.
| 1968   | 1975   | 1982   | 1990   | 1999   | 2006   | 2011   | 2016   | 2021   |
| ------ | ------ | ------ | ------ | ------ | ------ | ------ | ------ | ------ |
| 84 966 | 80 222 | 77 422 | 74 008 | 74 045 | 74 249 | 74 834 | 67 025 | 65 756 |

| 2022   | - | - | - | - | - | - | - | - |
| ------ | - | - | - | - | - | - | - | - |
| 65 431 | - | - | - | - | - | - | - | - |

## Sous-préfets
| Période | Période  | Identité           | Fonction précédente | Observation |
| ------- | -------- | ------------------ | ------------------- | ----------- |
|         |          |                    |                     |             |
| 2010    | 2012     | Christine Tricotel |                     |             |
| 2012    | 2013     | Rachid Kaci        |                     |             |
| 2013    | 2016     | Benoît Vidon       |                     |             |
| 2016    | 2018     | Bruno Daugy        |                     |             |
| 2018    | En cours | Laurence Carval    |                     |             |